# Будде, Герман фон
Герман фон Будде (нем. Hermann von Budde; 15 ноября 1851, Берсберг (ныне район Бергиш-Гладбах Северный Рейн-Вестфалия) — 28 апреля 1906 , Берлин) — немецкий политик, государственный и военный деятель, генерал-майор, министр публичных работ Пруссии. Почётный гражданин Бергиш-Гладбаха.

## Биография

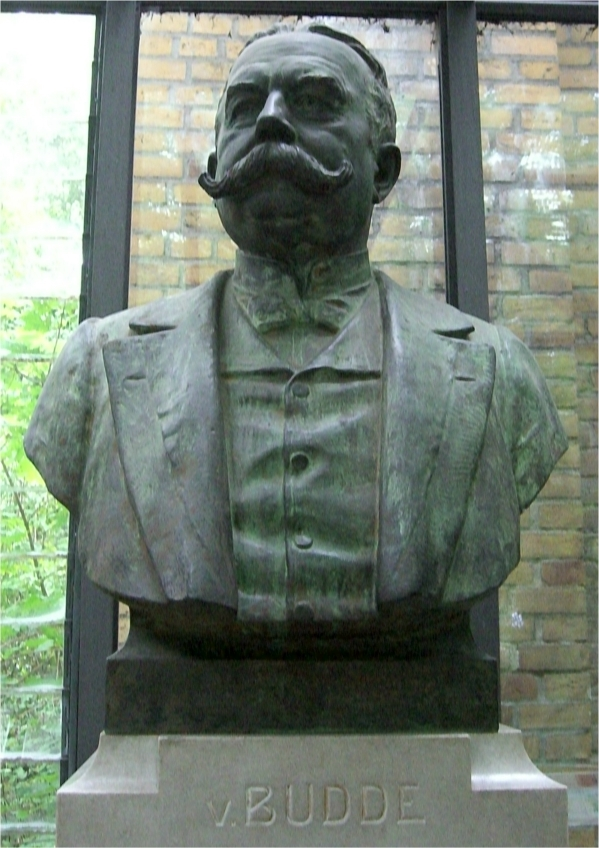
Бронзовый бюст Германа фон Будде

Обучался в кадетских школах в родном городе и Берлине. С апреля 1869 г. — унтер-лейтенант пехотного полка.
Участник Франко-прусской войны 1870—1871 годов. В битве при Нуасвиле получил тяжелое ранение лёгких. После излечения служил на штабной работе. С 1873 по 1876 г. учился в Прусской военной академии.
Большое внимание уделял роли военных железных дорог. За проведенные им исследования на эту тему, был лично награждён генерал-фельдмаршалом Х. фон Мольтке орденом Красного орла 4-й степени.
Позже, назначен начальником железнодорожного отдела Германского генерального штаба. В 1899 г. защищал в прусской палате депутатов правительственный проект стратегического Среднегерманского канала.
В декабре 1900 года ему был присвоен чин генерал-майора.
С 1902 г. — прусский государственный министр и министр публичных работ. На этом посту, он использовал свой опыт в железнодорожном секторе, чтобы начать испытания электрических дизель-поездов в Берлине в 1901—1903 годах.
Позже работал генеральным директором немецких оружейных заводов Deutsche Waffen und Munitionsfabriken в Берлине.
Написал книгу «Использование французских железных дорог в немецких военных операциях» .
За достижения на благо отечества кайзер Вильгельм II в мае 1904 года пожаловал ему потомственное дворянство.

## Награды
- Орден Красного орла 4-й степени
- Орден Чёрного орла
- Орден Короны (Пруссия)
- Почётный гражданин Бергиш-Гладбаха